# Gerardo II di Mâcon
Gerardo di Mâcon, Géraud in francese, Gerard in catalano e Gerardus in latino (seconda metà del XII secolo – 1225), fu Conte di Mâcon e di Vienne dal 1224 fino alla sua morte.

## Origine
Secondo il documento n° IX della Histoire générale et particulière de Bourgogne. Tome 2, Gerardo era il figlio primogenito del Conte di Mâcon e di Vienne, Guglielmo V e della moglie, Scolastica di Champagne, figlia del Conte di Champagne (conte di Troyes e conte di Meaux) e di Brie, Enrico I il Liberale (1126 - 1181) e di Maria di Francia, come conferma la Chronica Albrici Monachi Trium Fontium.

Secondo la Chronica Albrici Monachi Trium Fontium Guglielmo V di Mâcon era figlio del Conte di Mâcon e di Vienne e signore di Salins, Gerardo I e della moglie, Mauretta di Salins, figlia di Gaucher III, signore di Salins e della moglie, come conferma la Chronica Albrici Monachi Trium Fontium.

## Biografia
La prima citazione di Gerardo si ha nel documento n° IX della Histoire générale et particulière de Bourgogne. Tome 2, datato 1208, inerente a una donazione fatta dalla madre, Scolastica (Scolastica Viennensis et Matisconensis) cui viene citato con il padre, Guglielmo V ed il fratello Enrico (mariti mei Guillelmi et filiorum meorum Girardi et Henrici)
Nel 1217, secondo il documento n° 4508 del Recueil des chartes de l'abbaye de Cluny. Tome 6, Gerardo (Geraldus filius comitis Guillelmi) confermò l'accordo stipulato, nel 1180, tra suo nonno, Gerardo I (avi mei bone memorie comitis Gerardi) e l'abbazia di Cluny (ecclesiam Cluniacensem), con lo stesso documento, in cui suo padre, Guglielmo V (Willermus, Wiennensis et Matisconensis comes), aveva confermato quello stesso accordo stipulato, nel 1180, tra suo padre, Gerardo I (Girardum comitem Matisconensem) e l'abbazia di Cluny.
Suo padre, Guglielmo V, morì nel 1224, e fu sepolto nella Galilea della Chiesa abbaziale di San Filiberto, a Tournus; Gerardo gli succedette come Gerardo II di Mâcon, come conferma la Chronica Albrici Monachi Trium Fontium.
Gerardo II governò le due contee per pochi mesi, in quanto morì in quello stesso anno o nel 1225; infatti la Chronica Albrici Monachi Trium Fontium, citando suo fratello, Enrico, riporta che in quella data Gerardo era già morto (Henrico Viennensi frater Gerardi iam defuncti).
A Gerardo II succedette l'unica figlia, Alice, ancora minorenne, come precisano gli Annales de Bourgogne, tome XLIII, année 1971, fascicule 2.

## Matrimonio e discendenza
Gerardo aveva sposato, prima del 1211,  Guigone di Forez, della casa d'Albon († dopo il 1239), figlia di Ghigo III Conte di Forez casa d'Albon e della sua seconda moglie Adelasia, come conferma il documento n° 4409 del Recueil des chartes de l'abbaye de Cluny. Tome 5, e sorella di Ghigo IV Conte di Forez, come conferma la Chronica Albrici Monachi Trium Fontium.

Secondo la Histoire des ducs de Bourbons et des comtes de Forez, Guigone, dopo essere rimasta vedova, cedette al fratello Ghigo IV, tutti i diritti sulla contea di Forez.

Gerardo da Guigone ebbe una sola figlia:
- Alice, Conte di Mâcon e di Vienne[6].

## Ascendenza
|                              |                                |                                | Genitori                         |  |  | Nonni |  |  | Bisnonni                     |  |  | Trisnonni                 |  |
|                              |                                |                                |                                  |  |  |       |  |  | Guglielmo IV, conte di Mâcon |  |  | Stefano I, conte di Mâcon |  |
|                              |                                |                                |                                  |  |  |       |  |  | Guglielmo IV, conte di Mâcon |  |  | Stefano I, conte di Mâcon |  |
|                              |                                | Beatrice di Lorena             |                                  |  |  |       |  |  | Guglielmo IV, conte di Mâcon |  |  |                           |  |
| Gerardo I, conte di Mâcon    |                                |                                |                                  |  |  |       |  |  | Guglielmo IV, conte di Mâcon |  |  |                           |  |
|                              |                                | Alice, signora di Traves       | Tebaldo, signore di Traves       |  |  |       |  |  |                              |  |  |                           |  |
|                              |                                | Alice, signora di Traves       | Tebaldo, signore di Traves       |  |  |       |  |  |                              |  |  |                           |  |
|                              |                                | Alice, signora di Traves       | Alice                            |  |  |       |  |  |                              |  |  |                           |  |
| Guglielmo V, conte di Mâcon  |                                | Alice, signora di Traves       |                                  |  |  |       |  |  |                              |  |  |                           |  |
|                              |                                | Gaucher III, signore di Salins | Umberto III, signore di Salins   |  |  |       |  |  |                              |  |  |                           |  |
|                              |                                | Gaucher III, signore di Salins | Umberto III, signore di Salins   |  |  |       |  |  |                              |  |  |                           |  |
|                              |                                | Gaucher III, signore di Salins | …                                |  |  |       |  |  |                              |  |  |                           |  |
| Mauretta di Salins           |                                | Gaucher III, signore di Salins |                                  |  |  |       |  |  |                              |  |  |                           |  |
|                              |                                | …                              | …                                |  |  |       |  |  |                              |  |  |                           |  |
|                              |                                | …                              | …                                |  |  |       |  |  |                              |  |  |                           |  |
|                              |                                | …                              | …                                |  |  |       |  |  |                              |  |  |                           |  |
| Gerardo II, conte di Mâcon   |                                | …                              |                                  |  |  |       |  |  |                              |  |  |                           |  |
|                              | Tebaldo II, conte di Champagne | Stefano II, conte di Blois     |                                  |  |  |       |  |  |                              |  |  |                           |  |
|                              | Tebaldo II, conte di Champagne | Stefano II, conte di Blois     |                                  |  |  |       |  |  |                              |  |  |                           |  |
|                              | Tebaldo II, conte di Champagne | Adele d'Inghilterra            |                                  |  |  |       |  |  |                              |  |  |                           |  |
| Enrico I, conte di Champagne | Tebaldo II, conte di Champagne |                                |                                  |  |  |       |  |  |                              |  |  |                           |  |
|                              |                                | Matilde di Carinzia            | Enghelberto II, duca di Carinzia |  |  |       |  |  |                              |  |  |                           |  |
|                              |                                | Matilde di Carinzia            | Enghelberto II, duca di Carinzia |  |  |       |  |  |                              |  |  |                           |  |
|                              |                                | Matilde di Carinzia            | Uta di Passavia                  |  |  |       |  |  |                              |  |  |                           |  |
| Scolastica di Champagne      |                                | Matilde di Carinzia            |                                  |  |  |       |  |  |                              |  |  |                           |  |
|                              |                                | Luigi VII, re di Francia       | Luigi VI, re di Francia          |  |  |       |  |  |                              |  |  |                           |  |
|                              |                                | Luigi VII, re di Francia       | Luigi VI, re di Francia          |  |  |       |  |  |                              |  |  |                           |  |
|                              |                                | Luigi VII, re di Francia       | Adelaide di Savoia               |  |  |       |  |  |                              |  |  |                           |  |
| Maria di Francia             |                                | Luigi VII, re di Francia       |                                  |  |  |       |  |  |                              |  |  |                           |  |
|                              |                                | Eleonora, duchessa d'Aquitania | Guglielmo X, duca d'Aquitania    |  |  |       |  |  |                              |  |  |                           |  |
|                              |                                | Eleonora, duchessa d'Aquitania | Guglielmo X, duca d'Aquitania    |  |  |       |  |  |                              |  |  |                           |  |
|                              |                                | Eleonora, duchessa d'Aquitania | Aénor di Châtellerault           |  |  |       |  |  |                              |  |  |                           |  |
|                              |                                | Eleonora, duchessa d'Aquitania |                                  |  |  |       |  |  |                              |  |  |                           |  |

### Fonti primarie
- (LA)  Histoire générale et particulière de Bourgogne. Tome 2.
- (LA)  Recueil des chartes de l'abbaye de Cluny. Tome 5.
- (LA)  Recueil des chartes de l'abbaye de Cluny. Tome 6.
- (LA)  Monumenta Germaniae Historica, Scriptores, tomus XXIII.
- (LA)  (FR)  Annales de Bourgogne, tome XLIII, année 1971, fascicule 2.
- (LA)  (FR)  Histoire généalogique des sires de Salins au comté de Bourgogne.
- (LA)  Histoire des ducs de Bourbons et des comtes de Forez.

### Letteratura storiografica
- (FR)  Histoire de Mâcon du IXème au XIIIème.